# Фредрік Берг
Фредрік Берг (швед. Fredrik Bergh; нар. 22 квітня 1975) — колишній шведський тенісист.
Найвищу одиночну позицію світового рейтингу — 297 місце досяг 7 квітня 1997, парну — 71 місце — 28 вересня 1998 року.
Найвищим досягненням на турнірах Великого шолома було 3 коло в парному та змішаному парному розрядах.

## Фінали турнірів ATP за кар'єру

### Парний розряд: 2 (0–2)
| Результат | W/L | Дата     | Турнір       | Покриття  | Партнер            | Суперники                         | Рахунок  |
| --------- | --- | -------- | ------------ | --------- | ------------------ | --------------------------------- | -------- |
| Поразка   | 0–1 | Лют 1998 | Спліт        | Килим (i) | Патрік Фредрікссон | Мартін Дамм Їржі Новак (тенісист) | 6–7, 2–6 |
| Поразка   | 0–2 | Тра 1998 | Прага, Чехія | Ґрунт     | Ніклас Культі      | Вейн Артурс Ендрю Кратцманн       | 1–6, 1–6 |